# Oda Yutaro
Oda Yutaro (sinh ngày 12 tháng 8 năm 2001) là một cầu thủ bóng đá người Nhật Bản.

## Sự nghiệp câu lạc bộ
Oda Yutaro hiện đang chơi cho Vissel Kobe.